# Spelocteniza
Spelocteniza là một chi nhện trong họ Microstigmatidae.